# Seznam občin v Sloveniji (1964)
Seznam občin v Socialistični republiki Sloveniji leta 1964.

## Zakonodaja
Leta 1964 je bil sprejet Zakon o območjih okrajev in občin v Socialistični republiki Sloveniji, s katerim je bila Slovenija razdeljena na 4 okraje in 62 občin.

## Seznam
- Okraj Celje

- Občina Brežice
- Občina Celje
- Občina Krško
- Občina Laško
- Občina Mozirje
- Občina Sevnica
- Občina Slovenske Konjice
- Občina Šentjur pri Celju
- Občina Šmarje pri Jelšah
- Občina Velenje
- Občina Žalec

- Okraj Koper

- Občina Ajdovščina
- Občina Idrija
- Občina Ilirska Bistrica
- Občina Izola
- Občina Koper
- Občina Nova Gorica
- Občina Piran
- Občina Postojna
- Občina Sežana
- Občina Tolmin

- Okraj Ljubljana

- Občina Cerknica
- Občina Črnomelj
- Občina Domžale
- Občina Grosuplje
- Občina Hrastnik
- Občina Jesenice
- Občina Kamnik
- Občina Kočevje
- Občina Kranj
- Občina Litija
- Občina Ljubljana-Bežigrad
- Občina Ljubljana-Center
- Občina Ljubljana-Moste-Polje
- Občina Ljubljana-Šiška
- Občina Ljubljana Vič-Rudnik
- Občina Logatec
- Občina Metlika
- Občina Novo mesto
- Občina Radovljica
- Občina Ribnica
- Občina Škofja Loka
- Občina Trbovlje
- Občina Trebnje
- Občina Tržič
- Občina Vrhnika
- Občina Zagorje ob Savi

- Okraj Maribor

- Občina Dravograd
- Občina Gornja Radgona
- Občina Lenart
- Občina Lendava
- Občina Ljutomer
- Občina Maribor - Center
- Občina Maribor - Tabor
- Občina Maribor - Tezno
- Občina Murska Sobota
- Občina Ormož
- Občina Ptuj
- Občina Radlje ob Dravi
- Občina Ravne na Koroškem
- Občina Slovenj Gradec
- Občina Slovenska Bistrica